# Прихова (Оплотница)
Прихова (словен. Prihova) је насељено место у општини Оплотница, Подравска регија, Словенија.

## Историја
До територијалне реорганизације у Словенији била је у саставу старе општине Словенска Бистрица.

## Становништво
У попису становништва из 2011. године, Прихова је имала 60 становника.
| Број становника према пописима | Број становника према пописима | Број становника према пописима |
| ------------------------------ | ------------------------------ | ------------------------------ |
| 1991                           | 2002                           | 2011                           |
| 65                             | 68                             | 60                             |

## Галерија
- основна школа